# Bahnhof Tennōji

Der Bahnhof Tennōji (天王寺駅, Tennōji-eki) ist ein Bahnhof und wichtiger Schienenverkehrsknotenpunkt im Süden der japanischen Metropole Osaka. Er wird von der West Japan Railway Company betrieben und ist der Schnittpunkt zwischen der Osaka Loop Line, deren betrieblicher Ausgangs- und Endbahnhof Tennōji ist, und der Kansai-Hauptlinie, sowie Ausgangspunkt der Hanwa-Linie – allesamt Linien der JR West. Dazu bedienen zwei Linien der U-Bahn Osaka sowie eine Straßenbahnlinie den Bahnhof. In unmittelbarer Nähe, auf der gegenüberliegenden Straßenseite der Abiko-Suji-Straße, befindet sich der Bahnhof Abenobashi der Kintetsu.

## Geschichte
Der Bahnhof wurde am 14. Mai 1889 eröffnet, als die Ōsaka Tetsudō (大阪鉄道) ihre Bahnstrecke zwischen Minatomachi (heute JR Namba) und Kashiwara als Teilstück der heutigen Kansai-Hauptlinie in Betrieb nahm. 1895 eröffnete sie den heute Jōtō-Linie genannte Abschnitt von Tennōji zum damaligen Staatsbahnhof Umeda (heute Bahnhof Osaka) via Kyobashi.
Die Hanwa-Linie wurde 1929 von einer Vorgängergesellschaft der privaten Nankai Electric Railway eröffnet und wurde 1944 verstaatlicht. Durch die Eröffnung des Flughafens Osaka-Kansai, dessen Schienenverkehrsanschluss an die Hanwa-Linie anschließt, wurde sie zur bedeutendsten Verbindung des öffentlichen Verkehrs zwischen Flughafen und der Stadt.

## Aufbau
Der Bahnhof besteht aus zwei Teilen: Im Obergeschoss befindet sich der fünfgleisige Kopfbahnhof der Hanwa-Linie, der mit Bahnsteigen der spanischen Lösung ausgestattet ist (Gleise H1-H5, Bahnsteigkanten 1–9). Eine Etage darunter befindet sich der siebengleisige Durchgangsbahnhof der Osaka Loop Line und der Kansai-Hauptlinie (Gleise 1–8, Bahnsteigkanten 11–18). Durch eine Spangenverbindung östlich des Bahnhofs können Züge der Hanwa-Linie auch den Durchgangsbahnhof erreichen und so auf die Loop Line oder den Nordteil der Kansai-Hauptlinie durchgebunden werden. In der Praxis wird dies vor allem durch die Züge vom Flughafen Kansai nach JR Namba, Osaka oder Kyoto via Shin-Osaka (Haruka) genutzt.

Die Gleisanlagen des Bahnhofs Tennōji

Über dem Bahnhof befindet sich das Einkaufszentrum Tennoji MIO. Über dem Abenobashi-Bahnhof befindet sich der Abeno-Harukas-Wolkenkratzer, zwischen 2014 und 2023 das höchste Gebäude Japans.

## Metrostation
Zwei Linien der U-Bahn Osaka bedienen den Bahnhof: Die Midosuji-Linie seit 1938 und die Tanimachi-Linie seit 1968. Die beiden U-Bahnhöfe sind mit den beiden Eisenbahnhöfen in einem gemeinsamen Komplex verbunden.